# Mark Gatiss
Mark Gatiss (17 de outubro de 1966) é um ator, comediante e escritor inglês. Entre seus trabalhos de roteirista mais notórios estão episódios escritos para as séries de TV Doctor Who e Sherlock (onde também já atuou e ajudou a criar). Junto com Reece Shearsmith, Steve Pemberton e Jeremy Dyson, ele é membro do time de comédia The League of Gentlemen. Gatiss também chamou atenção pelo seu papel como Tycho Nestoris na série Game of Thrones da HBO.

## Premiações e indicações
| Ano  | Prêmio                  | Categoria                  | Obra                             | Resultado | Ref.   |
| ---- | ----------------------- | -------------------------- | -------------------------------- | --------- | ------ |
| 2011 | BAFTA TV Award          | Melhor Série de Drama      | Sherlock                         | Venceu    | [ 5 ]  |
| 2014 | BAFTA TV Award          | Melhor Episódio de Drama   | An Adventure in Space and Time   | Indicado  | [ 6 ]  |
| 2011 | Peabody Award           | Peabody Award              | Sherlock: A Study in Pink        | Venceu    | [ 7 ]  |
| 2012 | Primetime Emmy Awards   | Melhor Minissérie ou Filme | Sherlock: A Scandal in Belgravia | Indicado  | [ 8 ]  |
| 2014 | Primetime Emmy Awards   | Melhor Filme para TV       | Sherlock: His Last Vow           | Indicado  | [ 9 ]  |
| 2016 | Primetime Emmy Awards   | Melhor Filme para TV       | Sherlock: The Abominable Bride   | Venceu    | [ 10 ] |
| 2017 | Primetime Emmy Awards   | Melhor Filme para TV       | Sherlock: The Lying Detective    | Indicado  | [ 11 ] |
| 2014 | Laurence Olivier Awards | Melhor Ator Coadjuvante    | Coriolanus                       | Indicado  | [ 12 ] |
| 2016 | Laurence Olivier Awards | Melhor Ator Coadjuvante    | Three Days in the Country        | Venceu    | [ 13 ] |
| 2024 | Laurence Olivier Awards | Melhor Ator                | The Motive and the Cue           | Venceu    | [ 14 ] |